# Basileja
Basileja (gr. Βασίλεια, „Królowa”) – w mitologii greckiej tytanida, starsza z córek Uranosa i Titai. Wychowała ona swoje młodsze rodzeństwo – tytanów, w tym Reę. Stanowi personifikację władzy królewskiej, jak też i jej apoteozę.
Mężem Basilei został Hyperion, zarazem jej brat. Urodziła mu potomstwo: Selene (bogini Księżyca) i Heliosa (bóstwo Słońca).
|          |          | Uranos   | Uranos   | Uranos   | Uranos   | Uranos | Uranos |     |     |     |     |     |     | Titaia | Titaia | Titaia | Titaia | Titaia | Titaia |        |        |
|          |          | Uranos   | Uranos   | Uranos   | Uranos   | Uranos | Uranos |     |     |     |     |     |     | Titaia | Titaia | Titaia | Titaia | Titaia | Titaia |        |        |
|          |          |          |          |          |          |        |        |     |     |     |     |     |     |        |        |        |        |        |        |        |        |
|          |          |          |          |          |          |        |        |     |     |     |     |     |     |        |        |        |        |        |        |        |        |
| Basileia | Basileia | Basileia | Basileia | Basileia | Basileia |        |        | Rea | Rea | Rea | Rea | Rea | Rea |        |        | tytani | tytani | tytani | tytani | tytani | tytani |

Basileja była mądra i rozumna. Zawiodła jednak innych tytanów, którzy dokonali zabójstwa jej małżonka. Nie pominęli też w gniewie jej syna Heliosa, którego wrzucili do Erydanu. Wydarzenie to wywarło wielki wpływ na Selene, która z żalu po bracie skoczyła z dachu. Helios i Selene zostali w tej sytuacji przemienieni w ciała niebieskie. Basileja dowiedziała się o tych okropnościach poprzez sen. Nie mogąc tego ścierpieć, załamała się psychicznie. Pochwyciła bębenek i cymbały, uprzednio stanowiące własność jej córki, rozpoczęła szaleńczy bieg przez pola, uderzając w bębenek i w cymbały. Komuś w końcu udało się zatrzymać jej bieg, kierując się litością dla nieszczęśliwej osoby. Rozpoczęła się wtedy straszliwa burza i Basileja zginęła.
Basileję czczono, nazywając ją „Wielką Matką”. Prowadziło to do utożsamienia jej z Kybele.